# Lambros Chutos
Lambros Chutos (ur. 7 grudnia 1979 w Atenach) – grecki piłkarz, grający na pozycji napastnika. Od 2010 roku pozostaje bez klubu.
Występował w AS Roma, Olympiakos SFP, Interze Mediolan, Atalancie BC, RCD Mallorca, Regginie Calcio, Panioniosie GSS, PAOK FC i AS Pescina Valle del Giovenco.